# Demografia da Croácia
A população da Croácia estagnou-se na década de 1990. A guerra de 1991 a 1995 fez com que partes da população emigrassem ou se refugiassem. A taxa de crescimento natural é mínima ou negativa (menos que +/- 1%), pois a transição demográfica (redução do número de nascimentos e mortes devido ao desenvolvimento econômico) completou-se há mais de meio século.
População urbana: 57% (1998)
Crescimento demográfico: -0,1% ano ano (1995-2000)
Taxa de fecundidade: 1,56 filho por mulher (1995-2000)
Expectativa de vida: Homens 69 anos e mulheres 76,5 anos (1995-2000)
Mortalidade infantil: 10 por 1.000 (1995-2000)
Analfabetismo: 1,7% (2000)
IDH: 0,841 (2005).

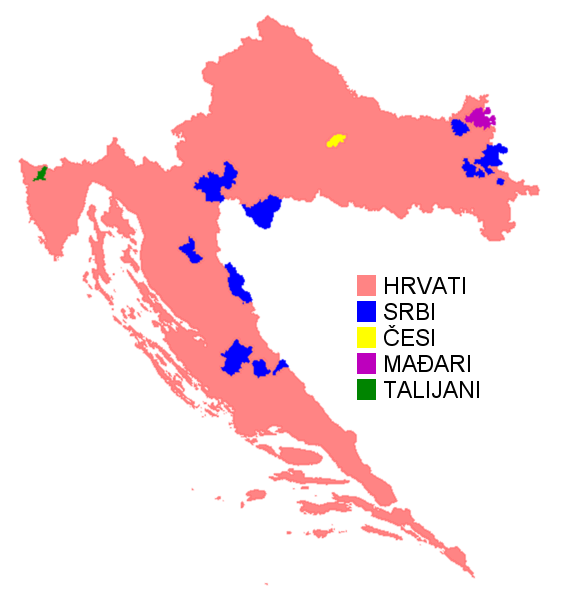
Croácia a população compõe-se.

A população compõe-se principalmente de pessoas de origem croata (89,6%). Constituem grupos minoritários, dentre outros, os sérvios (4,5%), os bósnios (0,5%) e os húngaros (0,4%). A religião predominante é o catolicismo (87,8%), com alguns ortodoxos (4,4%) e muçulmanos sunitas (1,3%).
A língua oficial, croata, é um idioma eslavo meridional que utiliza o alfabeto latino. Outras línguas nativas são faladas por menos de 5% da população.